# Гурбрю
Гурбрю (нем. Gurbrü) — коммуна в Швейцарии, в кантоне Берн.
Входит в состав округа Лаупен. Население составляет 253 человека (на 31 декабря 2006 года). Официальный код — 0665.

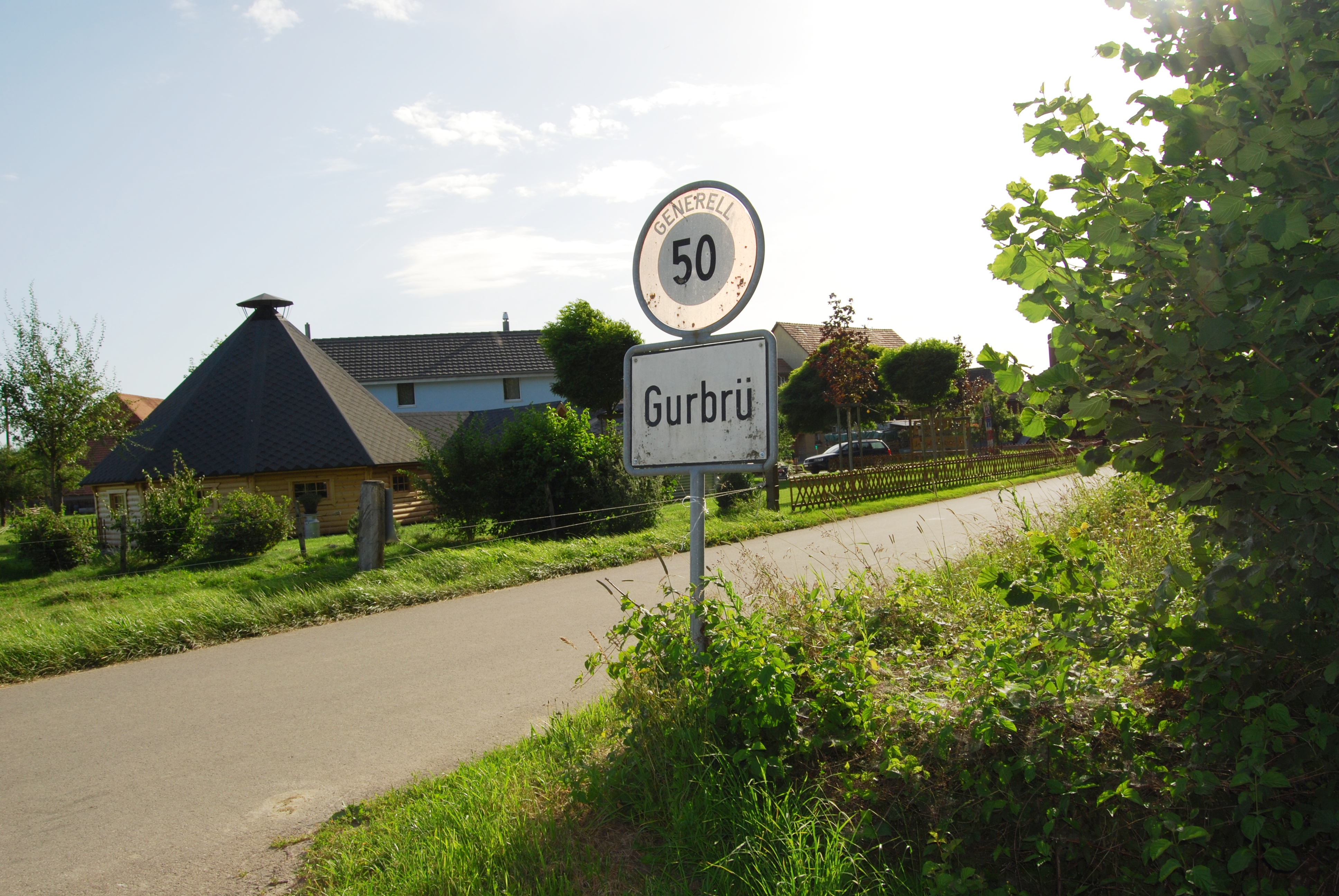
Гурбрю